# ラジオ・フリー・アジア
ラジオ・フリー・アジア（英語: Radio Free Asia、略称：RFA）は、1994年にアメリカ合衆国議会が立法した「国際放送法」（International Broadcasting Act）に基づき、1996年に米国議会の出資によって設立された短波ラジオ放送局である。自由アジア放送（じゆうアジアほうそう）とも呼ばれている。

## 概説
ラジオ・フリー・アジアは1950年代に反共プロパガンダ作戦の一環として中央情報局の資金によって設立された。
第二次世界大戦中の1941年7月に米国のプロパガンダ機関である戦争情報局が設立され、その後継機関としてドワイト・D・アイゼンハワー政権がアメリカ合衆国広報文化交流局(USIA)を設立し、各国での親米世論形成、東側への政治宣伝、反共工作などを行い、USIAのラジオ・テレビ部門は後に放送理事会 (BBG：Broadcasting Board of Governors)へと受け継がれ、BBGは2018年にグローバルメディア局（USAGM：U.S. Agency for Global Media）へと改称した。
ラジオ・フリー・アジアの放送局は民間の非営利法人が運営しているが、USAGMの管理下にあり、放送内容もその監修を受けている。なお、USAGMは「海外の聴取者に正確・客観・公正的な、アメリカと世界のニュース及びにその関連情報を放送し、以て自由民主化事業を促進・強化させる」ことを職責としており、ラジオ・フリー・アジア以外にも、ラジオ・フリー・ヨーロッパやボイス・オブ・アメリカ、中東のラジオ・サワ（2002年にVOAアラビア語放送が廃止されて代わりに作られた）やアル・フーラを運営するMiddle East Broadcasting Networksの監理も行っている。番組内容は米国の国益に基づいて決定され、広告収入を財源とする民間放送局と違って制作資金もアメリカ合衆国議会から出資されるので、米国の外交政策上の優先順位の変化によって特定地域に関する番組の制作資金が減らされたり増やされたりする。制作資金は、視聴者が自由で公正なニュースにアクセス出来るかどうか、現状の番組にどれだけ有効性があるか、米国の戦略的利益になるか、といった観点から決定される。
RFAは9種類の言語を、短波放送（場所によっては中波（AM）もある）、インターネットを通じて放送を行っている。RFAは1996年9月29日にまず普通話（中国語）から放送を開始した。普通話はRFAが最も念入りに番組サービスを提供している番組であり、一日12時間に渡って放送されている。他にも、RFAは広東語・ウイグル語・チベット語・朝鮮語・ベトナム語・ラオス語・クメール語・ビルマ語の番組を放送している。
RFAは、「国内メディアを通じて、完全で均衡のとれた報道へと定期的に接することができないアジアの聴取者に対し、ニュースとその関連情報を放送する」こと及び、放送と聴取者参加番組を通じて、「多くの各アジア人民が欠乏している、ある事物に対する批評意見への見聞きを充足させる」ことを目指している。
ラジオ・フリー・アジアの報道の幾つかは、アジアの優れた人権報道に送られる Hong Kong Human Rights Press Awards やニューヨークフェスティバルに於ける International Radio Program Awards、環境問題についてのジャーナリスト組織である Society of Environmental Journalists から表彰されるなど、西側諸国から高い評価を獲得している。
その一方で、ビル・クリントン政権時代にアメリカ合衆国国務省でアジアの人権問題を担当した、ブルッキングス研究所のキャサリン・ダルピーノは、ラジオ・フリー・アジアの報道は米国と敵対関係にある国の反体制派や亡命者の意見に非常に偏っており中立ではなく、その国で現実に何が起きているかの報道よりも、民主主義の教科書的意見を代弁したり、アメリカ合衆国連邦政府の宣伝報道の様だと評価している。
2025年3月14日、ドナルド・トランプ米大統領はUSAGMを含む省庁の機能を縮小する大統領令に署名し、USAGMは傘下に持つRFAだけでなく、ボイス・オブ・アメリカ、ラジオ・フリー・ヨーロッパに対して資金提供を中止した。同年4月4日には普通話（中国語）・チベット語・ラオス語の短波放送が停止。ビルマ語・クメール語・朝鮮語・ウイグル語の放送スケジュールも大幅に縮小した。広東語部門も6月30日にて、その翌日の7月1日をもってコンテンツ更新を停止すると発表した。

## 受信報告関連
- 4か月ごとに、ベリカードのイラストを変更している。ちなみに、2010年9月1日～12月31日受信分に対するQSLは開局14周年記念QSLである。
- オリンピックが開催される時期には、開催国をイメージしたコスチューム（帽子や旗）を着けたパンダを描いたカードが発行される。ただし、米国が外交的ボイコットを求めた2022年北京オリンピックでは別のデザインが用いられた。
- 受信報告書は、電子メールでも受付している。

### 関連ニュース及び情報
- Radio Free Asia, Legal Information Institute
- Broadcasting of Radio Free Asia and Voice of America is Pulled in Cambodia US Department of State Press Release
- In Support of Radio Free Asia Congresswoman Nancy Pelosi, July 23, 1996